# Labelle (circonscription provinciale)
Pour les articles homonymes, voir Labelle.
Circonscription électorale provinciale du Canada
Labelle est une circonscription électorale québécoise.

## Historique
La circonscription de Labelle a été créée en 1912, formée de la partie est de la circonscription d'Ottawa. En 1922, toute sa partie sud en est détachée pour former la circonscription de Papineau. En 1972, Labelle est remplacée par Laurentides-Labelle, formée de la presque totalité de Labelle (sauf la municipalité de Ferme-Neuve) et de parties d'Argenteuil, de Montcalm, de Joliette et de Berthier. Puis, en 1980, la circonscription reprend le nom de Labelle, sans changement notable dans son territoire sauf la réintégration de Ferme-Neuve, et en 1985 s'y ajoute Notre-Dame-du-Laus. En 1992 les changements sont plus importants car la ville de Sainte-Agathe-des-Monts et les municipalités environnantes sont envoyées dans Bertrand, tandis que le canton d'Amherst est récupéré de Papineau. En 2001 les limites vers le nord sont agrandies, mais sans apporter plus d'électeurs, et des ajustements sont faits plus au sud. En 2011 et 2017, aucun changement n'est effectué.

## Territoire et limites
La circonscription de Labelle comprend les municipalités suivantes :
- Amherst
- Brébeuf
- Chute-Saint-Philippe
- Ferme-Neuve
- Huberdeau
- Kiamika
- Labelle
- Lac-des-Écorces
- Lac-du-Cerf
- La Conception
- Lac-Saguay
- Lac-Saint-Paul
- Lac-Supérieur
- Lac-Tremblant-Nord
- La Macaza
- La Minerve
- L'Ascension
- Mont-Blanc
- Mont-Laurier
- Mont-Saint-Michel
- Mont-Tremblant
- Nominingue
- Notre-Dame-de-Pontmain
- Notre-Dame-du-Laus
- Rivière-Rouge
- Saint-Aimé-du-Lac-des-Îles
- Sainte-Anne-du-Lac
- Baie-des-Chaloupes (non-organisé)
- Lac-Akonapwehikan (non-organisé)
- Lac-Bazinet (non-organisé)
- Lac-De La Bidière (non-organisé)
- Lac-de-la-Maison-de-Pierre (non-organisé)
- Lac-de-la-Pomme (non-organisé)
- Lac-Douaire (non-organisé)
- Lac-Ernest (non-organisé)
- Lac-Marguerite (non-organisé)
- Lac-Oscar (non-organisé)
- Lac-Wagwabika (non-organisé)

## Liste des députés
| Législature                 | Années       | Député                    | Député                    | Parti            |
| --------------------------- | ------------ | ------------------------- | ------------------------- | ---------------- |
| Labelle Créée depuis Ottawa |              |                           |                           |                  |
| 13e                         | 1912–1916    |                           | Hyacinthe-Adélard Fortier | Libéral          |
| 14e                         | 1916–1917    |                           | Hyacinthe-Adélard Fortier | Libéral          |
| 14e                         | 1917–1919    | Honoré Achim              |                           | Libéral          |
| 15e                         | 1919–1921    | Honoré Achim              |                           | Libéral          |
| 15e                         | 1922–1923    | Désiré Lahaie             |                           | Libéral          |
| 16e                         | 1923–1927    | Pierre Lortie             |                           | Libéral          |
| 17e                         | 1927–1931    | Pierre Lortie             |                           | Libéral          |
| 18e                         | 1931–1935    | Pierre Lortie             |                           | Libéral          |
| 19e                         | 1935–1936    |                           | Albiny Paquette           | ALN              |
| 20e                         | 1936–1939    |                           | Albiny Paquette           | Union nationale  |
| 21e                         | 1939–1944    |                           | Albiny Paquette           | Union nationale  |
| 22e                         | 1944–1948    |                           | Albiny Paquette           | Union nationale  |
| 23e                         | 1948–1952    |                           | Albiny Paquette           | Union nationale  |
| 24e                         | 1952–1956    |                           | Albiny Paquette           | Union nationale  |
| 25e                         | 1956–1958    |                           | Albiny Paquette           | Union nationale  |
| 25e                         | 1958–1959    | Pierre Bohémier           |                           | Union nationale  |
| 25e                         | 1959–1960    | Fernand-Joseph Lafontaine |                           | Union nationale  |
| 26e                         | 1960–1962    | Fernand-Joseph Lafontaine |                           | Union nationale  |
| 27e                         | 1962–1966    | Fernand-Joseph Lafontaine |                           | Union nationale  |
| 28e                         | 1966–1970    | Fernand-Joseph Lafontaine |                           | Union nationale  |
| 29e                         | 1970–1973    | Fernand-Joseph Lafontaine |                           | Union nationale  |
| Laurentides-Labelle         |              |                           |                           |                  |
| 30e                         | 1973–1976    |                           | Roger Lapointe            | Libéral          |
| 31e                         | 1976–1981    |                           | Jacques Léonard           | Parti québécois  |
| Labelle                     |              |                           |                           |                  |
| 32e                         | 1981–1984    |                           | Jacques Léonard           | Parti québécois  |
| 32e                         | 1984–1985    |                           | Jacques Léonard           | Indépendant      |
| 33e                         | 1985–1989    |                           | Damien Hétu               | Libéral          |
| 34e                         | 1989–1994    |                           | Jacques Léonard           | Parti québécois  |
| 35e                         | 1994–1998    |                           | Jacques Léonard           | Parti québécois  |
| 36e                         | 1998–2001    |                           | Jacques Léonard           | Parti québécois  |
| 36e                         | 2001–2003    | Sylvain Pagé              |                           | Parti québécois  |
| 37e                         | 2003–2007    | Sylvain Pagé              |                           | Parti québécois  |
| 38e                         | 2007–2008    | Sylvain Pagé              |                           | Parti québécois  |
| 39e                         | 2008–2012    | Sylvain Pagé              |                           | Parti québécois  |
| 40e                         | 2012–2014    | Sylvain Pagé              |                           | Parti québécois  |
| 41e                         | 2014–2018    | Sylvain Pagé              |                           | Parti québécois  |
| 42e                         | 2018–2022    |                           | Chantale Jeannotte        | Coalition avenir |
| 43e                         | 2022–présent |                           | Chantale Jeannotte        | Coalition avenir |

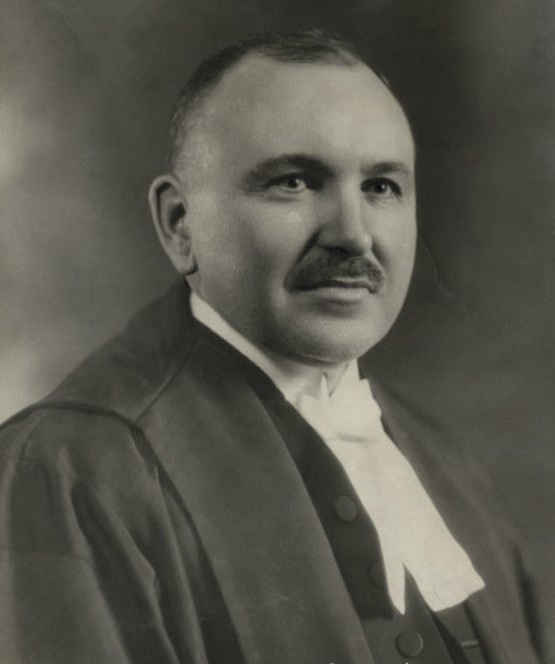
Hyacinthe-Adélard Fortier est député de Labelle de 1912 à 1916 pour le Parti libéral du Québec.
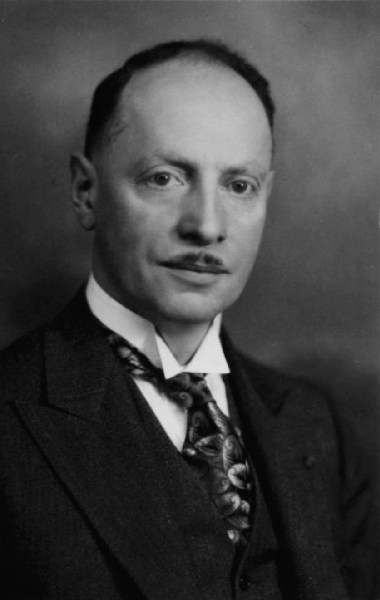
Albiny Paquette est député de Labelle de 1935 à 1958 pour l'Action libérale nationale et l'Union nationale.
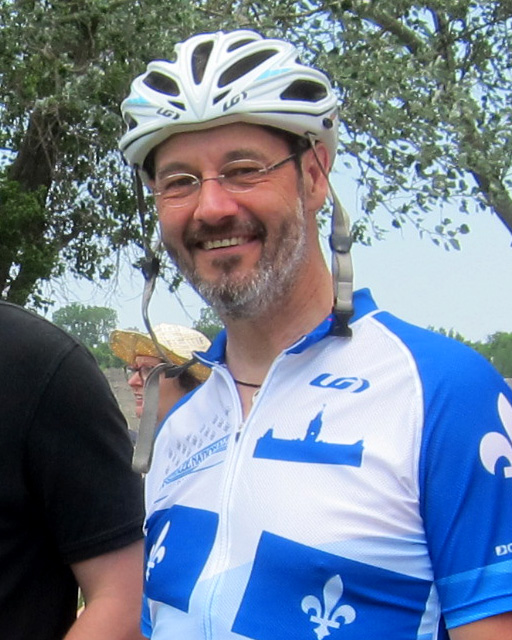
Sylvain Pagé est député de Labelle de 2001 à 2018 pour le Parti québécois.

## Résultats électoraux
|                                                                                               | Nom                           | Parti            | Nombre de voix | %      | Maj.   |
| --------------------------------------------------------------------------------------------- | ----------------------------- | ---------------- | -------------- | ------ | ------ |
|                                                                                               | Chantale Jeannotte (sortante) | Coalition avenir | 17 662         | 53,1 % | 11 296 |
|                                                                                               | Daniel Corbeil                | Parti québécois  | 6 366          | 19,1 % | -      |
|                                                                                               | Jasmine Roy                   | Québec solidaire | 4 079          | 12,3 % | -      |
|                                                                                               | Claude Paquin                 | Conservateur     | 3 173          | 9,5 %  | -      |
|                                                                                               | Annie Bélizaire               | Libéral          | 1 679          | 5 %    | -      |
|                                                                                               | François Beauchamp            | Climat Québec    | 313            | 0,9 %  | -      |
| Total                                                                                         | Total                         | Total            | 33 272         | 100 %  |        |
| Le taux de participation lors de l'élection était de 65,1 % et 622 bulletins ont été rejetés. |                               |                  |                |        |        |

|                                                                                               | Nom                    | Parti               | Nombre de voix | %      | Maj. |
| --------------------------------------------------------------------------------------------- | ---------------------- | ------------------- | -------------- | ------ | ---- |
|                                                                                               | Chantale Jeannotte     | Coalition avenir    | 11 784         | 36,5 % | 599  |
|                                                                                               | Sylvain Pagé (sortant) | Parti québécois     | 11 185         | 34,6 % | -    |
|                                                                                               | Gabriel Dagenais       | Québec solidaire    | 4 954          | 15,3 % | -    |
|                                                                                               | Nadine Riopel          | Libéral             | 3 524          | 10,9 % | -    |
|                                                                                               | René Fournier          | Vert                | 395            | 1,2 %  | -    |
|                                                                                               | Francis Brosseau       | Conservateur        | 265            | 0,8 %  | -    |
|                                                                                               | Régis Ostigny          | Citoyens au pouvoir | 181            | 0,6 %  | -    |
| Total                                                                                         | Total                  | Total               | 32 288         | 100 %  |      |
| Le taux de participation lors de l'élection était de 67,2 % et 465 bulletins ont été rejetés. |                        |                     |                |        |      |

|                                                                                               | Nom                      | Parti            | Nombre de voix | %      | Maj.  |
| --------------------------------------------------------------------------------------------- | ------------------------ | ---------------- | -------------- | ------ | ----- |
|                                                                                               | Sylvain Pagé (sortant)   | Parti québécois  | 13 806         | 45,2 % | 6 155 |
|                                                                                               | Christian Lacroix        | Libéral          | 7 651          | 25 %   | -     |
|                                                                                               | Cedrick Remy-Quevedo     | Coalition avenir | 6 447          | 21,1 % | -     |
|                                                                                               | Gabriel Dagenais         | Québec solidaire | 2 457          | 8 %    | -     |
|                                                                                               | Philippe Richard-Léonard | Option nationale | 211            | 0,7 %  | -     |
| Total                                                                                         | Total                    | Total            | 30 572         | 100 %  |       |
| Le taux de participation lors de l'élection était de 65,4 % et 562 bulletins ont été rejetés. |                          |                  |                |        |       |

|                                                                                               | Nom                    | Parti            | Nombre de voix | %      | Maj.  |
| --------------------------------------------------------------------------------------------- | ---------------------- | ---------------- | -------------- | ------ | ----- |
|                                                                                               | Sylvain Pagé (sortant) | Parti québécois  | 17 181         | 50,7 % | 9 099 |
|                                                                                               | Robert Milot           | Coalition avenir | 8 082          | 23,9 % | -     |
|                                                                                               | Vicki Émard            | Libéral          | 5 749          | 17 %   | -     |
|                                                                                               | Normand St-Amour       | Québec solidaire | 1 976          | 5,8 %  | -     |
|                                                                                               | François Beauchamp     | Vert             | 574            | 1,7 %  | -     |
|                                                                                               | Simon Marcil           | Option nationale | 319            | 0,9 %  | -     |
| Total                                                                                         | Total                  | Total            | 33 881         | 100 %  |       |
| Le taux de participation lors de l'élection était de 72,4 % et 401 bulletins ont été rejetés. |                        |                  |                |        |       |

|                                                                                             | Nom                    | Parti               | Nombre de voix | %      | Maj.  |
| ------------------------------------------------------------------------------------------- | ---------------------- | ------------------- | -------------- | ------ | ----- |
|                                                                                             | Sylvain Pagé (sortant) | Parti québécois     | 13 255         | 53,5 % | 6 078 |
|                                                                                             | Déborah Bélanger       | Libéral             | 7 177          | 29 %   | -     |
|                                                                                             | Claude Ouellette       | Action démocratique | 2 837          | 11,5 % | -     |
|                                                                                             | Luc Boisjoli           | Québec solidaire    | 755            | 3 %    | -     |
|                                                                                             | François Beauchamp     | Vert                | 752            | 3 %    | -     |
| Total                                                                                       | Total                  | Total               | 24 776         | 100 %  |       |
| Le taux de participation lors de l'élection était de 55 % et 382 bulletins ont été rejetés. |                        |                     |                |        |       |

|                                                                                             | Nom                    | Parti               | Nombre de voix | %      | Maj.  |
| ------------------------------------------------------------------------------------------- | ---------------------- | ------------------- | -------------- | ------ | ----- |
|                                                                                             | Sylvain Pagé (sortant) | Parti québécois     | 13 961         | 45,4 % | 6 237 |
|                                                                                             | Claude Ouellette       | Action démocratique | 7 724          | 25,1 % | -     |
|                                                                                             | Déborah Bélanger       | Libéral             | 6 970          | 22,7 % | -     |
|                                                                                             | François Beauchamp     | Vert                | 1 189          | 3,9 %  | -     |
|                                                                                             | Luc Boisjoli           | Québec solidaire    | 894            | 2,9 %  | -     |
| Total                                                                                       | Total                  | Total               | 30 738         | 100 %  |       |
| Le taux de participation lors de l'élection était de 69 % et 344 bulletins ont été rejetés. |                        |                     |                |        |       |

|                                                                                               | Nom                    | Parti               | Nombre de voix | %      | Maj.  |
| --------------------------------------------------------------------------------------------- | ---------------------- | ------------------- | -------------- | ------ | ----- |
|                                                                                               | Sylvain Pagé (sortant) | Parti québécois     | 13 530         | 46,6 % | 3 029 |
|                                                                                               | Jean-Pierre Miljours   | Libéral             | 10 501         | 36,1 % | -     |
|                                                                                               | Pascal de Bellefeuille | Action démocratique | 4 283          | 14,7 % | -     |
|                                                                                               | Anne Léger             | Vert                | 468            | 1,6 %  | -     |
|                                                                                               | André Haché            | Bloc pot            | 274            | 0,9 %  | -     |
| Total                                                                                         | Total                  | Total               | 29 056         | 100 %  |       |
| Le taux de participation lors de l'élection était de 68,7 % et 298 bulletins ont été rejetés. |                        |                     |                |        |       |